# Campeonato Maranhense de Futebol de 1930
O Campeonato Maranhense de Futebol de 1930 foi a 12º edição da divisão principal do campeonato estadual do Maranhão. O campeão foi o Sírio que conquistou seu 1º título na história da competição. O artilheiro do campeonato foi Mundiquinho, jogador do Sampaio Corrêa, com 10 gols marcados.

## Premiação
| Campeonato Maranhense de 1930 |
| São Luís                      |
| ----------------------------- |
| Sírio Campeão (1º título)     |